# The Skatoons
The Skatoons sind eine Ska-Punk-Band aus Hamburg, die 1999 gegründet wurde.
Die Band besteht in der Grundformation aus einem Sänger, zwei Gitarristen, einem Bassisten, vier Bläsern, einem Schlagzeuger und einem Percussionisten. Ihre Texte sind meist deutsch.

## Geschichte
Nachdem sich die Bands Pennerschickeria und ARD 1999 aufgelöst hatten, formierte sich aus den übrig gebliebenen Musikern die Band The Skatoons.
Anfang 2000 wurde der Bläsersatz mit Trompete (Holle) und Posaune (Tobe) vervollständigt. Es folgten ein erstes Demo-Tape und eine Demo-CD.

Bis 2001 wurden zahlreiche Konzerte u. a. mit Mothers Pride und Mark Foggo gespielt.
Im selben Jahr werden Studioaufnahmen begonnen, aber wegen des Ausstiegs von Bassist Jan nicht beendet.
Im April 2002 stieg  Flo als Bassist ein und es wurden wieder deutschlandweit Konzerte gegeben.
auf CD und LP
Das im „Alien Networks“-Studio produzierte das Debütalbum Einmal Ska und zurück wurde 2004 von Mad Butcher Records veröffentlicht. Es folgten zahlreiche Konzerte mit Bands wie No Respect, Scrapy und Normahl.
Im Jahr 2005 geriet die Band durch einen Tourbusunfall in finanzielle Schwierigkeiten. Auch musste ein neuer Proberaum gefunden werden, was zusätzliche Schwierigkeiten verursachte. Bassist Flo wechselte zu Revolverheld und wurde durch Tim ersetzt.
2005 wurde im Hamburger White-Noise-Studio eine Live-CD aufgenommen, die jedoch nicht veröffentlicht wurde. 2007 erschien das neue Album Am Arsch die Räuber. Kurz darauf verließ Tim die Band und wurde durch Kai ersetzt, der bereits auf der ersten Skatoons-Tour Ende 2006 als Aushilfe am Bass mit dabei gewesen war.
Die Platte High Noon am Hansaplatz wurde 2010 veröffentlicht, begleitet von 2 Release-Konzerten in der Markthalle Hamburg
Nach über 16 Jahren kündigte die Band ihre erste kreative Auszeit an und gaben im März 2016 unter dem Motto „Für’s Erste das Letzte“ ihr vorerst letztes Konzert in der Markthalle Hamburg.

## Diskografie
- 1999: DemoTape MC
- 1999: Erstausgabe / SE CD-R
- 2003: Einmal Ska und zurück CD/LP
- 2007: Am Arsch die Räuber CD/LP
- 2010: High Noon am Hansaplatz CD/LP

Samplerbeiträge
- 2002: Sampler – Wellenbrecher 2 CD
- 2003: Sampler – Banana Hits CD
- 2003: Sampler – Fixstern Bleibt!
- 2004: Sampler – Skannibal Party Vol.4 CD
- 2005: Split EP – Four Of A Kind CD
- 2006: Sampler – Hansepunx Hamburg 06 CD/LP
- 2006: Sampler – From Punk To Ska Vol.3 CD
- 2006: Sampler – Rat-Sharp Ska CD
- 2008: Sampler – Wir sind Rock'n'RollKids CD
- 2008: Sampler – A Tribute To Soilent Grün CD
- 2009: Sampler – Zaunpfahl Tribute Sampler CD